# Pallacanestro Varese 1957-1958
Nel Campionato 1957-58 i cambiamenti sono minimi; ha esito negativo la trattativa con la Robur et Fides Varese per l'acquisto del giocatore Luigi Ossola, fratello maggiore di Aldo e fratellastro di Franco. Il cestista deciderà poi di diventare calciatore, affermandosi in Serie A. Il giocatore greco Tony Flokas lascia la squadra, sostituito come straniero dall'ungherese Lajos Tóth, giunto come profugo dopo la rivoluzione ungherese del 1956. In quell'anno il gioco della pallacanestro viene assoggettato alla regola dei 30 secondi di possesso e all'obbligo di giocare solo in campi al chiuso.
La squadra si classifica quinta, con 1501 punti segnati e 1432 subiti; miglior realizzatore Tonino Zorzi con 404 punti.

## Rosa 1957/58
- Giuliano Bandini
- Romano Forastieri
- Gianfranco Galli
- Giancarlo Gualco
- Paolo Magistrini
- Sergio Marelli
- Vinicio Nesti
- Renato Padovan
- Giuseppe Stefanini
- Lajos Tóth
- Tonino Zorzi
  - Allenatore
- Enrico Garbosi

## Statistiche
| COMPETIZIONE        | GIOCATE | VINTE | PERSE | F    | S    | PIAZZAMENTO |  |
| CAMPIONATO          | 22      | 12    | 10    | 1501 | 1432 | 5           |  |
| TORNEI E AMICHEVOLI | 12      | 7     | 5     | 816  | 707  | -           |  |

## Fonti
- "Pallacanestro Varese 50 anni con voi" di Augusto Ossola
- "La Pallacanestro Varese" di Renato Tadini